# Gynoplistia (Cerozodia) hemiptera
Gynoplistia (Cerozodia) hemiptera is een tweevleugelige uit de familie steltmuggen (Limoniidae). De soort komt voor in het Australaziatisch gebied.